# 1993 у літературі

## Померли
- 22 січня — Абе Кобо, японський письменник, драматург і сценарист, один з лідерів японського повоєнного авангарду в мистецтві.
- 18 липня — Жан Ко, французький прозаїк, публіцист (народився у 1925).